# Plasmalogeno sintasi
La plasmalogeno sintasi è un enzima appartenente alla classe delle transferasi, che catalizza la seguente reazione:
acil-CoA + 1-O-alch-1-enil-glicero-3-fosfocolina ⇄ CoA + plasmenilcolina